# Burusho

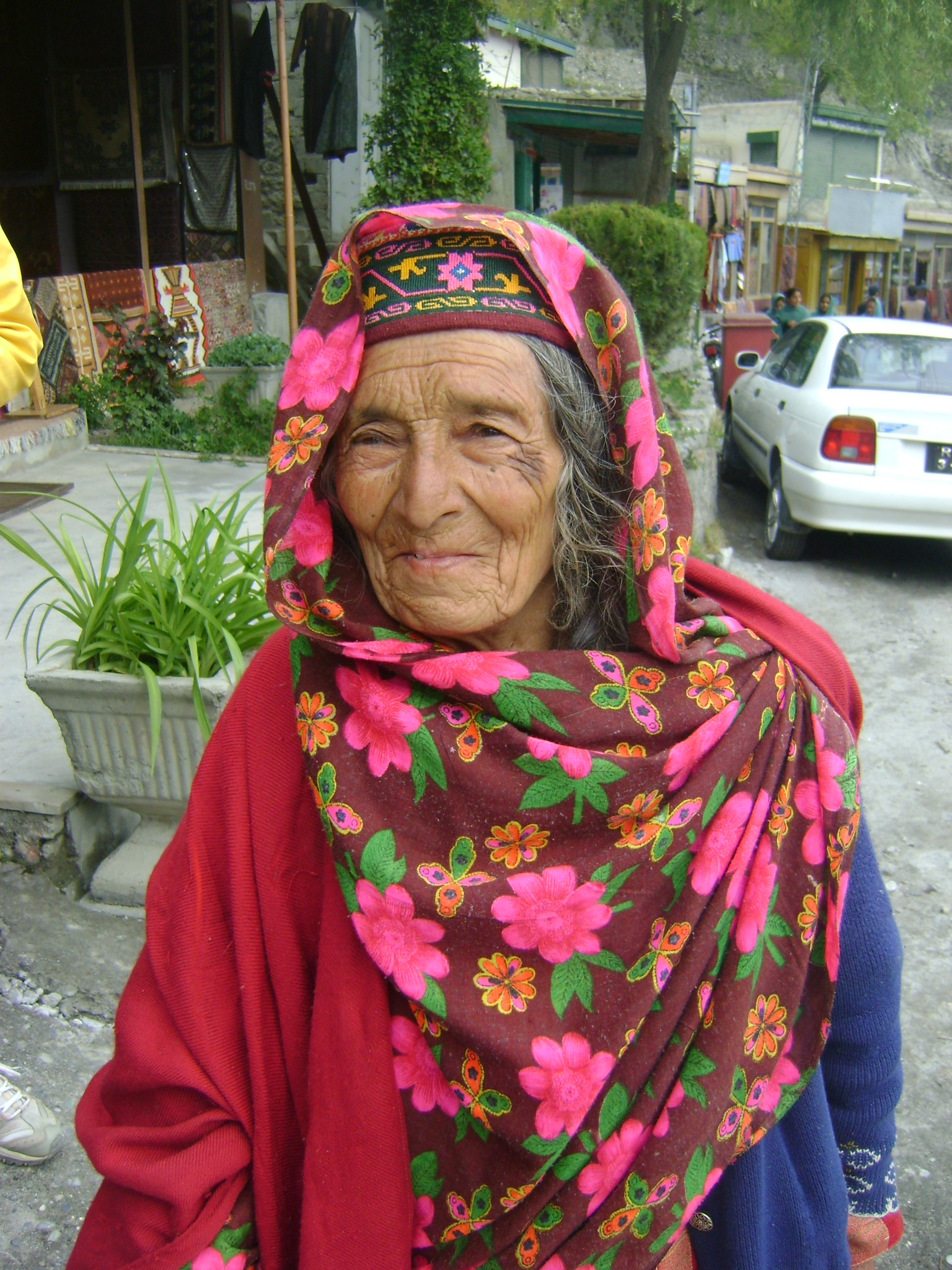
Oude vrouw, inwoonster van Karimabad in Hunza.

De Burusho of Hunzakut zijn een etnische groep in de voormalige vorstenstaten Hunza en Nagar in het Karakoramgebergte in het noorden van Pakistan.

## Oorsprong en kenmerken
Er bestaan veel mythes en verhalen rondom de Burusho, waarvan de meeste niet bewezen of weerlegd zijn.
Ze rekenen zichzelf tot afstammelingen van Alexander de Grote. Muitende soldaten zouden zich in dit afgelegen gebied gevestigd hebben. Dit zal de oorzaak zijn dat deze mensen een Europees uiterlijk hebben, zoals vaak blauwe of groene ogen en een lichte haarkleur. Door DNA-testen is echter gebleken dat de Burusho niet aantoonbaar van Zuidoost-Europese afkomst zijn.
Er wordt tevens beweerd dat de Burusho gemiddeld een hoge ouderdom bereiken. Dit zal diverse oorzaken hebben zoals de geïsoleerde rustige ligging zonder stress. Het drinkwater komt direct uit de bergen en bevat veel mineralen. Nog belangrijker zullen hun voedingsgewoonten zijn, zoals het gebruik van veel ongekookte granen en groenten en vruchten, waaronder dagelijks abrikozen. Tevens beweert men dat ze pas op hoge leeftijd grijs haar krijgen en een gezonde huid hebben. Andere bronnen spreken dit echter tegen. Zij menen dat dit op een oude mythe berust.

## Geschiedenis

Vlag van de Burusho.

De Burusho's bewoonden vroeger een veel groter gebied. Ze werden de bergen ingedreven, waar ze een ondoordringbaar thuisland bewoonden. Hunza lag ideaal om de karavanen tussen India en China schatting op te leggen of te overvallen. Vanaf de 11e eeuw werd het gebied geregeerd door dezelfde familie van mirs (heersers). De bekering tot de islam kwam relatief laat: in 1904 werd trouw gezworen aan de Aga Khan en zijn ismaëlieten, een islamitische sekte.
In 1974 sloot Hunza zich aan bij Pakistan, hiermee kwam een einde aan de heerschappij van de mirs. Met de opening van de Karakoram Highway werd het gebied uit zijn eeuwenlange isolement gehaald. Met behulp van de Aga Khan Foundation wordt geprobeerd de bewoners op het gebied van volksgezondheid, onderwijs, landbouw, vervoer en kleinschalig ondernemerschap te helpen.